# Niels Busk
Niels Busk (ur. 2 sierpnia 1942 w Vadum) – duński wojskowy, rolnik i polityk, w latach 1999–2009 deputowany do Parlamentu Europejskiego.

## Życiorys
Po ukończeniu szkoły średniej wstąpił do duńskiej armii, służył w korpusie strażników królewskich (Den Kongelige Livgarde), od 1963 w stopniu porucznika. Od 1964 do 1965 był żołnierzem w ramach wojsk ONZ w Gazie. W 1981 przeszedł do rezerwy w stopniu majora.
W 1967 ukończył szkołę rolniczą. Od drugiej połowy lat 70. pełnił szereg kierowniczych funkcji w spółkach prawa handlowego branży rolnej, a także w licznych regionalnych i krajowych związkach oraz organizacjach rolniczych.
W 1999 i w 2004 z listy liberalnej partii Venstre był wybierany na deputowanego do Parlamentu Europejskiego. Zasiadał w grupie Europejskich Liberałów, Demokratów i Reformatorów (V kadencja) oraz Porozumienia Liberałów i Demokratów na rzecz Europy (VI kadencja). Pracował m.in. w Komisji Rybołówstwa oraz w Komisji Rolnictwa i Rozwoju Wsi. W PE zasiadał do 2009.